# Damian Warner
Damian Warner, född 4 november 1989 i London, Ontario, är en kanadensisk friidrottare som tävlar i mångkamp.

## Karriär
Warner gjorde entré i större sammanhang 2010 och vann 2013 brons vid VM i Moskva. Han följde upp det med ett silver under VM i Peking 2015. Warner innehar det kanadensiska nationsrekordet i tiokamp.
Vid olympiska sommarspelen 2020 i Tokyo tog Warner guld i tiokamp med 9 018 poäng. Han blev den fjärde tiokamparen genom tiderna att nå 9 000 poäng och slog både nations- och olympiskt rekord. I mars 2022 vid inomhus-VM i Belgrad tog Warner guld i sjukampen med 6 489 poäng, vilket blev ett nytt världsårsbästa och kanadensiskt inomhusrekord.